# Test dei sistemi dei veicoli di lancio
I veicoli di lancio spesso vengono sottoposti a una serie test dei sistemi prima di essere utilizzati per il volo spaziale. Tali test sono necessari per verificare tutte le componenti dei veicoli e garantire la sicurezza dei sistemi.

## Tipologia di test

### Wet Dress Rehearsal (WDR)
Un Wet Dress Rehearsal (WDR) è un test che prevede di ricreare tutte le condizioni precedenti ad un lancio e all'accensione dei motori. Si definisce bagnato (wet) perché prevede il caricamento del propellente nei serbatoi del veicoli di lancio. Non tutti i lanci richiedono l'esecuzione di tale test. L'United Launch Alliance effettua tale test su richiesta del cliente o per missioni di rilevante importanza.

### Static fire
Un test di Static fire, è un test eseguito sui motori di un razzo, di una navicella, o di un prototipo di essi. Questo tipo di test viene effettuato prima del lancio per verificare che sia il veicolo che i sistemi di terra siano pronti per il volo. Il test è identico a un lancio fino al momento del decollo, ma invece di rilasciare il veicolo subito dopo l'accensione del motore nella prima fase, i motori si accendono per alcuni secondi e poi si spengono. I dati raccolti in tali test possono essere utilizzati per formare un set di criteri univoco (specifico per razzi e motori) come parte dell'albero decisionale go / nogo nel software di lancio automatizzato che viene utilizzato il giorno del lancio effettivo, in genere pochi giorni dopo. Alcuni test di accensionse statici prevedono l'accensione dei motori per un massimo di dodici secondi, sebbene accensioni più brevi siano più tipiche.